# Dualchi
Dualchi – miejscowość i gmina we Włoszech, w regionie Sardynia, w prowincji Nuoro. Graniczy z Aidomaggiore, Birori, Borore, Bortigali, Noragugume, Silanus i Sedilo.
Według danych na rok 2004 gminę zamieszkiwały 764 osoby, 33,2 os./km².